# Jablanica (Kruševac)
Jablanica (em cirílico: Јабланица) é uma vila da Sérvia localizada na cidade de Kruševac, pertencente ao distrito de Rasina, na região de Rasina. Sua população era de 545 habitantes segundo o censo de 2011.

## Demografia
| 1948 | 1953 | 1961 | 1971 | 1981 | 1991 | 2002 | 2011 |
| ---- | ---- | ---- | ---- | ---- | ---- | ---- | ---- |
| 1035 | 1054 | 951  | 853  | 783  | 713  | 642  | 545  |